# 門田まつり
門田 まつり（かどた まつり、1987年12月11日 - ）は、日本のAV女優。アスタープロモーション所属。

## 略歴・人物
2008年にAVデビュー。

## 出演作品

### アダルトビデオ
2008年
- 若奥さまは犯されたい 3（8月9日（レンタル） / 9月12日（セル）、クリスタル映像）
- フリーダム・メンズエステ 美脚フットエステサロン 2（9月5日、フリーダム）
- 唾液・接吻・手淫エステサロン（9月5日、フリーダム）
- もしもこんな女性にイジメられたら…（9月5日、フリーダム）
- 襲撃逆ナン痴女軍団　即ズボバトルinスイミングクラブ（9月15日、ミュージアム・ネクスト）
- はれんち姦姦 '08 夏（10月4日（レンタル） / 11月7日（セル）、クリスタル映像）
- 美少女の足裏 8（10月5日、フリーダム）
- まさかこんな所で!! 第1回 変態露出全国大会（10月15日、ミュージアム・ネクスト）
- AV女優の友達を泥酔させて乱交共演させる （10月15日、スターパラダイス）
- kawaii*女学園パラダイス♥ 美少女14人が学校でセックchu♥ 4時間 （11月22日、kawaii*）
- 某団地内で密かに開催されている人妻限定キャットファイト婦人会の貴重な記録映像を独占入手!（12月18日、Hunter）

2009年
- これが野外シコらせの限界 赤面続出お千擦り箱くんがイク 3（1月8日、Hunter）
- 真性若妻中出し 7 むっちり美乳美尻発情（1月16日、コマダム倶楽部）
- シーメールジャック Vol.7 ultra sex 性別を超えた性（2月4日、グローリークエスト）
- 欲求不満そうな人妻にわいせつ訪問販売（2月13日、カルマ）
- 日本国民 全裸の日 2（3月5日、アキノリ）
- 美人姉妹LOVEストーリー（3月20日、LADIES♀ROOM）
- 転校したら男は僕一人ぼっちだった…。 6（4月4日、アキノリ）

2010年
- BLACK GAL OUTDOOR RAPE 黒ギャル野外レイプ（2月19日、GLAY'z）
- スプラッターヒロイン 03 機銃少女ENA（4月9日、ゼノン）
- Men's コンビニエンス 7 《接吻性感:唾液たっぷりベロチュー手コキ》（5月6日、チーム川崎）
- 卑猥なカラダ 人妻家庭教師（7月28日、ドリームステージエンタテインメント）
- 満たされない兄嫁（7月28日、小林興業）